# Abubacarr Tambadou
Abubacarr Marie "Ba" Tambadou (Gâmbia, 12 de dezembro de 1972) é um advogado e político gambiano. Em 2020, apareceu na lista de 100 pessoas mais influentes do mundo do ano pela Time.